# Hoyocasero
Hoyocasero – gmina w Hiszpanii, w prowincji Ávila, w Kastylii i León, o powierzchni 52,3 km². W 2011 roku gmina liczyła 327 mieszkańców.